# La Voix du vampire
Pour plus de détails, voir Fiche technique et Distribution.
La Voix du vampire (titre original : The Norliss Tapes) est un téléfilm américain de Dan Curtis diffusé le 21 février 1973 sur NBC.
Il a été diffusé en France sur M6 le 5 octobre 1988 .

## Synopsis
David Norliss envoie des enregistrements sur bande du roman fantastique qu'il écrit à son éditeur Sanford Evans. Ce dernier ne parvenant pas à joindre son ami se décide à écouter les enregistrements. Intrigué par l'histoire d'une femme, Ellen Sterns Cort, persuadée d'avoir rencontré son défunt mari James Raymond Cort, sculpteur réputé, revenir des morts, David se rend dans la ville côtière de Carmel. Il va découvrir que le mari, devenu vampire s’attelle à la création d'une statue en glaise représentant le démon Sargoth afin de lui donner l'immortalité.

## Fiche technique
- Titre original : The Norliss Tapes
- Réalisation : Dan Curtis
- Scénario : William F. Nolan d'après une histoire de Fred Mustard Stewart
- Directeur de la photographie : Ben Colman
- Montage : John F. Link
- décors : Trevor Williams
- Musique : Bob Cobert
- Effets spéciaux de maquillage : Fred B. Phillips
- Producteur : Dan Curtis
- Producteur exécutif : Charles W Fries
- Producteur associé : Robert Singer
- Compagnies de Production : Dan Curtis Productions, Metromedia producers Corporation
- Compagnie de distribution : NBC
- Genre : Film d'horreur
- Pays :  États-Unis
- Durée : 72 minutes [2]
- Date de diffusion :
  -  États-Unis : 21 février 1973 [3]
  -  France : 5 octobre 1988

## Distribution
- Roy Thinnes : David Norliss
- Don Porter : Sanford Evans
- Angie Dickinson : Ellen Sterns Cort
- Claude Akins : Shérif Tom Hartley
- Michele Carey : Marsha Sterns
- Vonetta McGee : Mademoiselle Jeckiel
- Hurd Hatfield : Charles Langdon
- Nick Dimitri : James Raymond Cort
- Robert Mandan : George Rosen
- Patrick Wright : Larry Mather
- Edmund Gilbert : Sid Phelps

## DVD
- États-Unis :

- The Norliss Tapes (DVD Keep Case) sorti le 3 octobre 2006 chez Starz / Anchor Bay. L'audio est en anglais uniquement sans sous-titres. En supplément la bande annonce du téléfilm. Le ratio écran est en 1.33:1 plein écran 4:3. La durée du film est de 72 minutes. Il s'agit d'une édition Zone 1 NTSC. ASIN B000H1RFGO
- Italie :

- L'Anello Del Mistero (DVD Keep Case) sorti le 29 juillet 2015 chez Golem Video. L'audio est en italien et anglais mono stéréo avec sous-titres en italien. Pas de suppléments. Le ratio écran est en 1.33:1 plein écran 4:3. La durée du film est de 69 minutes. Il s'agit d'une édition Zone 2. ASIN B00Y3TP6L2